# Ghostbusters – Die Geisterjäger
Ghostbusters – Die Geisterjäger ist eine US-amerikanische Science-Fiction-Fantasy-Komödie des Regisseurs Ivan Reitman aus dem Jahr 1984.

## Handlung
Die drei befreundeten Parapsychologen Dr. Peter Venkman, Dr. Raymond „Ray“ Stantz und Dr. Egon Spengler werden aufgrund ihrer wenig produktiven Arbeit aus ihrer Universität geworfen. Da sie nun ihren Lebensunterhalt anderweitig bestreiten müssen, haben sie die Idee, sich auf dem Gebiet der Geistersuche und -bekämpfung selbstständig zu machen. Mit einer Hypothek auf Raymond Stantz’ Elternhaus kaufen sie in New York eine baufällige Feuerwache mit Büro und stellen Janine Melnitz als Sekretärin ein. Zunächst erhalten sie keinerlei Aufträge.
Als aber ihre erste Kundin Dana Barrett in ihrem Büro auftaucht, ist es mit der Ruhe schlagartig vorbei. Nicht nur, dass Peter Venkman sich in sie verliebt hat, – ihre Wohnung liegt ausgerechnet in dem Hochhaus, in welchem Gozer, der Vernichter, (ein dämonischer Gestaltwandler) in die menschliche Hemisphäre eindringen will. Dadurch nehmen die paranormalen Phänomene in der Stadt rapide zu und ein weiterer Mitarbeiter, Winston Zeddemore, wird eingestellt, um die nun anfallenden Aufträge zu bewältigen. Ihren ersten Geist, den Schleimer, fangen sie im Sedgewick-Hotel. Der Manager weigert sich, den Einsatz zu bezahlen, woraufhin die Geisterjäger drohen, diesen wieder auszusetzen. Schließlich bekommen sie ihr Geld und ihre Erfolgskarriere beginnt.
Schon bald steht „Gozer der Gozerianer“, ein Gott, der im antiken Mesopotamien von den Sumerern und Hethitern verehrt wurde, kurz davor, mit der Hilfe des Halbgottes Zuul (des „Torwächters“) und des Dämonen Vinz Clortho (des „Schlüsselmeisters“) in unsere Welt zurückzukehren.
Dazu bediente er sich Dana Barrett und ihres etwas verschrobenen Nachbarn Luis Tully, welche unfreiwillig die Aufgaben des Torwächters und des Schlüsselmeisters übernehmen. Doch das ist nicht das einzige Problem der Geisterjäger. Ein völlig inkompetenter und unfähiger Mitarbeiter des Umweltschutzamts, Walter Peck, schafft es, mit absurden, ungerechtfertigten Behauptungen und Diffamierungen nicht nur die im Hochvolt-Arrestsystem gefangenen Geister zu befreien und damit das Wohngebäude der Geisterjäger zu zerstören, sondern auch, diese verhaften zu lassen und dadurch ihren „Patienten“, den „Schlüsselmeister“, entkommen und mit dem „Torwächter“ zusammentreffen zu lassen. Diese vereinen sich und öffnen das Portal für Gozer.
Aufgrund der eskalierenden Situation lässt der Bürgermeister die Geisterjäger aus dem Gefängnis ins Rathaus bringen, um sich mit ihnen zu beraten. Auch der Umweltschutzamtsmitarbeiter ist anwesend und diffamiert die Geisterjäger. Aufgrund von dessen ungebührlichen Verhaltens und der Ratlosigkeit des Bischofs von New York schlägt sich der Bürgermeister auf die Seite der Geisterjäger und gibt ihnen die volle Handlungsfreiheit. Mittlerweile habe sie eine große Fangemeinde in New York und fahren umjubelt mit Polizeigeleit zu Danas Wohnhaus.
Ein Tempel auf dem Dach eines Art-déco-Hochhauses, der von dem geisteskranken Architekten und Gozer-Anbeter Ivo Shandor als Dimensionstor entworfen worden ist, ist der Schauplatz der großen Konfrontation und des Höhepunkts der Filmhandlung.
Hier treffen sie auf Gozer, der eine menschliche androgyne Gestalt angenommen hat. Der Versuch, Gozer mit Protonenstrahlern anzugreifen, scheitert kläglich und sie erhalten schließlich nur noch die Möglichkeit, ihre Todesart zu bestimmen, nämlich das erste Objekt, an das sie denken. Venkman und Spengler denken an nichts, doch Ray denkt versehentlich an den „Marshmallow-Mann“ (eine fiktive Werbefigur für Marshmallows), und kurze Zeit später kommt ein hochhausgroßes, lächelndes Marshmallow-Monster die Straße entlang und zerstört alles, was sich ihm in den Weg stellt. Die Geisterjäger können das Monster vernichten, indem sie auf Initiative von Spengler die Energiestrahlen ihrer Protonenstrahler kreuzen und auf Gozers Tempel richten, was nach einer vorherigen Aussage Spenglers das Universum zerstören würde. Es verursacht aber nur eine mächtige Explosion, wodurch das Dach zerstört wird und dadurch Gozer und seine Dämonen, die von Dana und Louis Besitz ergriffen hatten, in ihre Welt zurückgedrängt werden. Der Marshmallow-Mann explodiert und bedeckt Peck unter seinen Massen, woraufhin ihn die Feuerwehr befreien muss. Am Ende verlassen die Ghostbusters mit den befreiten Louis und Dana siegreich das Gebäude, und Venkman und Dana küssen sich.

## Hintergrund

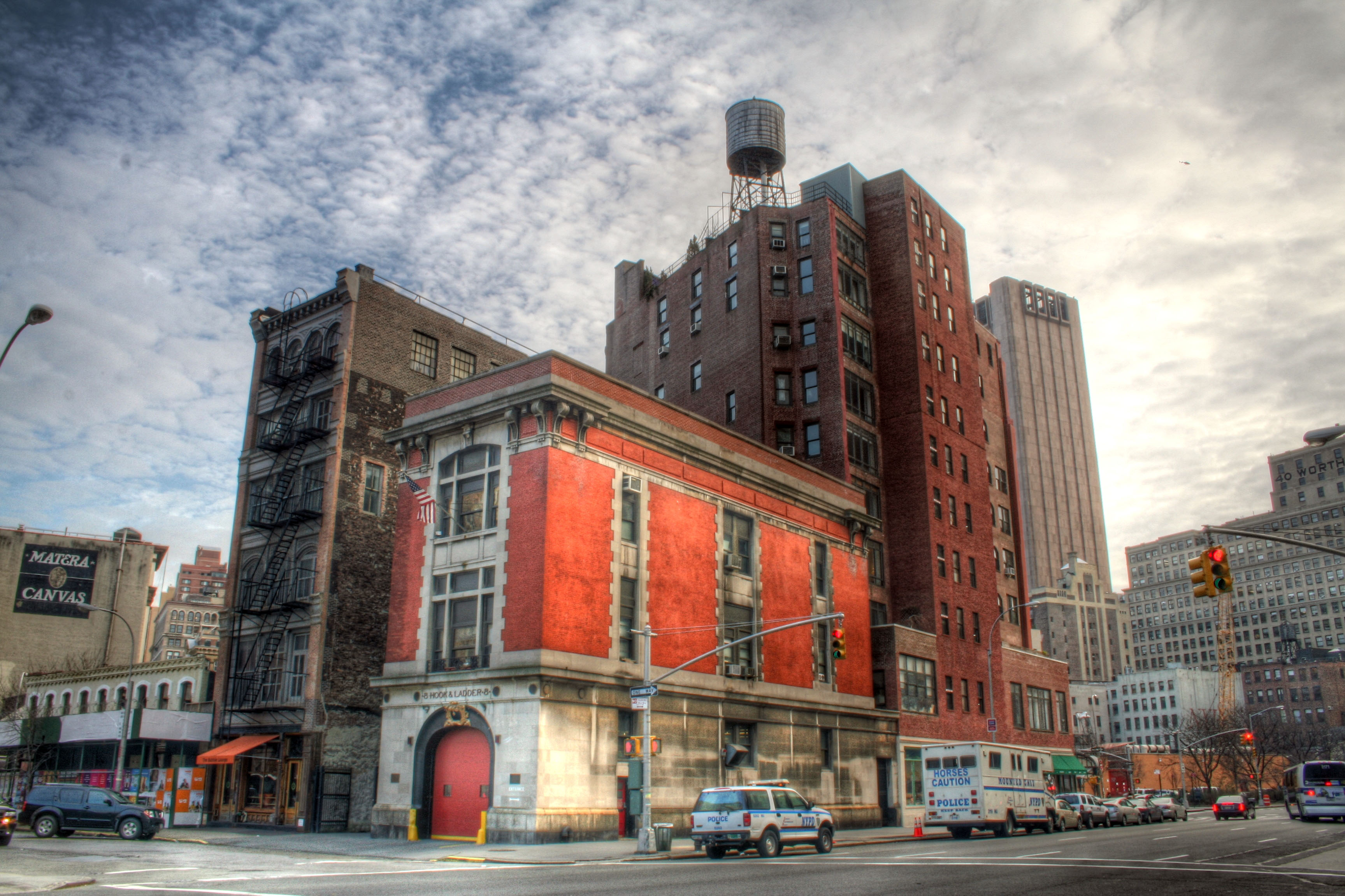
Das Ghostbusters-Hauptquartier, (Hook & Ladder Company 8 Firehouse)

Bei einem Budget von 31 Millionen US-Dollar (davon 5,6 Millionen US-Dollar für die Spezialeffekte) spielte Ghostbusters – Die Geisterjäger weltweit 291,6 Millionen US-Dollar ein und zählte zu den zehn erfolgreichsten Filmen aller Zeiten. Der Film startete am 8. Juni 1984 in den amerikanischen Kinos. Nach seinem deutschen Kinostart am 25. Januar 1985 sahen über 4 Millionen Zuschauer den Film.

### Entwicklung
Dan Aykroyds erster Entwurf spielte in der Zukunft, und die Ghostbusters waren darin bereits etabliert. Die Geisterjäger sollten ursprünglich von John Belushi, Dan Aykroyd und Eddie Murphy gespielt werden. Harold Ramis, der mit Dan Aykroyd dessen Drehbuch neu schrieb, wollte selbst im Film mitspielen, und Bill Murray übernahm schließlich die Rolle des 1982 verstorbenen John Belushi. Bill Murray und Harold Ramis hatten bereits zuvor in Ich glaub’ mich knutscht ein Elch! mit Regisseur Ivan Reitman zusammengearbeitet. Die Rolle des Louis Tully wurde John Candy angeboten, der jedoch ablehnte. Paul Reubens wurde für die Rolle von Ivo Shandor in Betracht gezogen. Grace Jones sollte Gozer spielen, wegen ihrer Frisur wurde die Dialogzeile „Zielt auf ihre Bürste“ geschrieben. Ein früherer Skriptentwurf vom 6. Juli 1983 beinhaltet ein alternatives (ungefilmtes) Ende: Winston fährt in einer Limousine vor dem neuen Ghostbusters-International-Firmengebäude vor. Egon und Janine heiraten in Las Vegas, und Louis ist ihr Trauzeuge. Ray besucht erneut den „Traum“-Geist. Peter ist mit Dana in ihrem Apartment, diesmal schlüpft aus den Eiern ein Küken.
Columbia Pictures sicherte sich die Namensrechte von Filmation, die 1975 eine Serie unter dem Titel The Ghost Busters produziert hatten (später: Filmation Ghostbusters, 1986–1988).

### Besetzung
Sigourney Weaver wollte unbedingt mitspielen, um ihre komödiantische Seite zu zeigen. Ron Jeremy ist in einer Statistenrolle zu sehen. Die Darstellerin des Traumgeistes (Kymberly Herrin) hatte sich 1981 für den Playboy ausgezogen. Reginald VelJohnson spielt einen Gefängniswärter. Das jugoslawische Model Slavitza Jovan (Gozer) wurde von Paddi Edwards nachsynchronisiert. Regisseur Ivan Reitman lieh Slimer und Zuul seine Stimme.

### Drehorte
Der Drehstart war im Oktober 1983. Gedreht wurde zuerst in New York und danach in Los Angeles. Der Film beginnt mit der New York Public Library, die Szenen im Keller entstanden jedoch überwiegend in der Los Angeles Central Library. Bei der Universität handelt es sich um die Columbia University, die im Film nicht genannt werden wollte. Das Ghostbusters-Hauptquartier liegt in der 14 North Moore Street und ist eine Feuerwache des FDNY (Hook & Ladder Company 8 Firehouse). Für die Innenaufnahmen wurde eine Feuerwache in Los Angeles verwendet. Danas Apartment befindet sich am 55 Central Park West. Das Sedgewick Hotel ist das Biltmore Hotel in Los Angeles, wobei die Szenen auf den Fluren im Studio entstanden. Die kurze Sequenz am Rockefeller Center bei der Prometheus-Statue entstand ohne Drehgenehmigung. In der City Hall trafen die Geisterjäger auf den Bürgermeister. Der Marshmallow-Mann zeigt sich am Columbus Circle. Die Endszenen wurden auf der Columbia Ranch und in New York gefilmt. Im Februar 1984 endeten die Dreharbeiten.

### ECTO-1
Der Einsatzwagen der Geisterjäger ist ein Krankenwagen auf Basis eines 1959er Cadillac Miller-Meteor. Nur 200 dieser Fahrzeuge wurden gebaut, und für die Dreharbeiten stand nur ein umgebautes Fahrzeug zur Verfügung. 20 Jahre später wurde das Originalfahrzeug aufwendig restauriert und der Prozess für das Bonusmaterial der ersten Blu-ray-Veröffentlichung des Films dokumentiert. Der Name ECTO-1 stellt einen Bezug zum parapsychologischen Begriff des Ektoplasmas (englisch: „ectoplasm“) her.

### Logo
Das Filmlogo gestaltete Michael C. Gross nach einem Konzept von Dan Aykroyd. Die Rechteinhaber von Casper erhoben erfolglos Klage, weil sie Ähnlichkeiten mit ihrer Figur Fatso sahen. Eine Studie ergab, dass das Logo (nach dem von Coca-Cola) das zweitbekannteste auf der Welt ist.

### Figuren
Peter Venkman ist der Mund der Geisterjäger, Ray Stantz das Herz, Egon Spengler das Gehirn und Winston Zeddemore der Durchschnittstyp. Der Geist Slimer bekam seinen Namen erst durch die Zeichentrickserie und wurde für den Film noch Onion Head genannt. Ivan Reitman verglich ihn mit Bluto aus dem Film Ich glaub’, mich tritt ein Pferd, so war Slimer für ihn der Geist von John Belushi.

### Musik
Das von Ray Parker, Jr. geschriebene und gesungene Titellied des Films wurde ein internationaler Erfolg und stand in den USA drei Wochen auf Platz 1 und in Großbritannien drei Wochen auf Platz 2 der offiziellen Hitparaden. Der Song hat Ähnlichkeiten zu I want a new drug von Huey Lewis, der daher Ray Parker verklagte.

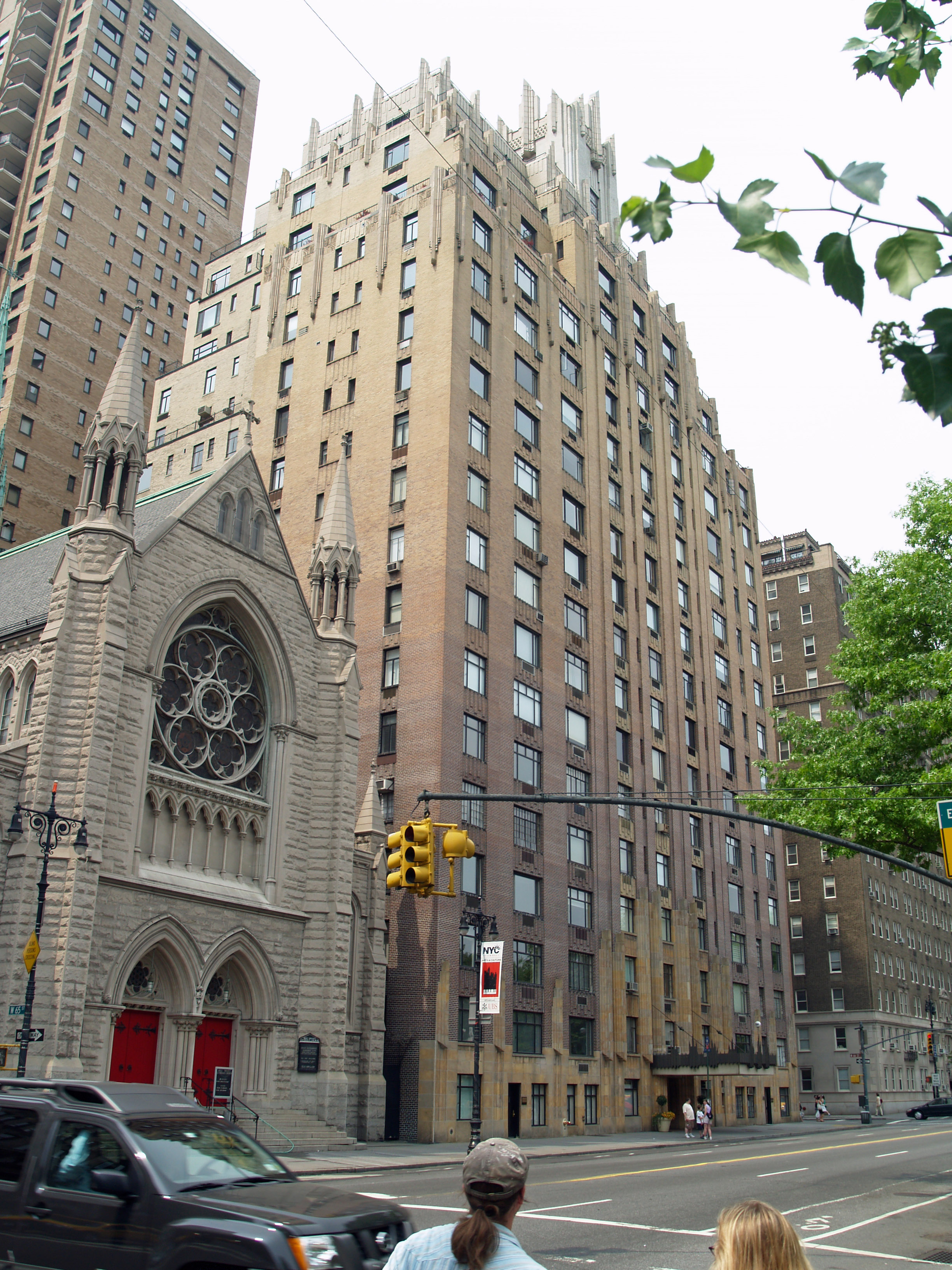
Das „Ghostbusters Building“ (55 Central Park West)

### Synchronisation
Die deutsche Synchronisation entstand nach einem Synchronbuch von Arne Elsholtz unter dessen Dialogregie im Auftrag der Berliner Synchron. Bei der Übersetzung wurden einige als anstößig empfundene Redewendungen und Begriffe deutlich entschärft, so wurde etwa „dropping off“ mit „Ich hol was ab“ übersetzt und „Bitch“ mit „Biene“. Weiterhin wurden Begriffe und Namen geändert, zum Beispiel J. Edgar Hoover in Josef Stalin.
| Rolle                    | Schauspieler     | Synchronsprecher       |
| ------------------------ | ---------------- | ---------------------- |
| Dr. Peter Venkman        | Bill Murray      | Arne Elsholtz          |
| Dr. Raymond „Ray“ Stantz | Dan Aykroyd      | Thomas Danneberg       |
| Dr. Egon Spengler        | Harold Ramis     | Hubertus Bengsch       |
| Winston Zeddemore        | Ernie Hudson     | Jürgen Kluckert        |
| Janine Melnitz           | Annie Potts      | Philine Peters-Arnolds |
| Dana Barrett             | Sigourney Weaver | Traudel Haas           |
| Louis Tully              | Rick Moranis     | Michael Nowka          |
| Walter Peck              | William Atherton | Norbert Gescher        |
| Dekan Yeager             | Jordan Charney   | Joachim Kerzel         |
| Roger Grimsby            | Roger Grimsby    | Gerd Duwner            |
| Larry King               | Larry King       | Andreas Thieck         |
| Gozer                    | Slavitza Jovan   | Barbara Ratthey        |
| Bürgermeister (Lenny)    | David Margulies  | Hermann Ebeling        |

## Sonstiges
- Die Abkürzung PKE steht im Film für psycho-kinetische Energie, also für geisterhafte Bewegungen.
- Nachdem Walter Peck im Film „Füllfederhalter“ und „Schwanzloser“ genannt worden war, bekam der Darsteller William Atherton dies auch von Leuten auf der Straße nachgerufen.
- In einer geschnittenen Szene spielen Bill Murray und Dan Aykroyd zwei Obdachlose.
- Im Film Casper hat Dan Aykroyd einen Gastauftritt als Geisterjäger, der vom Geistertrio in die Flucht geschlagen wird. In Abgedreht spielt Jack Black einige Filmszenen nach, ebenso Bill Murray in Zombieland.
- Ivan Reitman versuchte, die Erfolgsformel von Ghostbusters mit seinem Film Evolution zu wiederholen.
- Venkmans ESP-Test wird in der Sitcom The Big Bang Theory (Episode „Das Vegas-Weekend“) diskutiert.
- Teile des Mozilla-Projektes basieren auf Figuren und Zitaten des Films, wie zum Beispiel die GUI-Beschreibungssprache XUL (Zuul, der Torwächter) oder der JavaScript-Debugger Venkman (Dr. Peter Venkman), die beide u. a. vom Webbrowser Firefox verwendet werden. Das englische Zitat „There is no Dana, there is only Zuul“ wurde von den XUL-Entwicklern in leicht modifizierter Version übernommen, um die Sprache zu beschreiben: „There is no data, there is only XUL“.[7]
- 2015 wurde der Film in das Nationale Filmarchiv der USA aufgenommen.
- Die klebrige Masse des großen Marshmallow-Mannes war tatsächlich Rasierschaum.
- Ein Running Gag des Films ist, dass sich ausgerechnet der spätere Schlüsselmeister Louis ständig selbst aus seiner Wohnung aussperrt.
- In dem Horrorfilm Critters – Sie sind da! von 1986 trägt eine Bowlingmannschaft türkisfarbene Polohemden mit einem Symbol auf dem Rücken, das dem Ghostbusters-Logo nachempfunden ist. Statt einem durchgestrichenen Geist enthält der Rückenaufnäher jedoch einen durchgestrichenen weißen Bowlingpin mit Gesicht und Armen.
- Der Horrorfilm Monster Busters (englischer Original-Titel The Monster Squad) von 1987 verwendet in der deutschen Version das Wort Busters im Titel und handelt von einer Gruppe Jugendlicher, die sich gegen den Einfall übernatürlicher Wesen wie des Grafen Dracula, eines Werwolfs, einer Mumie, Frankensteins Monsters und eines Seeungeheuers, des Kiemenmenschen aus dem Film Der Schrecken vom Amazonas von 1954, in ihrer Stadt zur Wehr setzt. Das englischsprachige Filmplakat von The Monster Squad und der offizielle Trailer werben mit den beiden Sätzen: „You know who to call when you have ghosts. But who do you call when you have monsters?“ (auf Deutsch: Ihr wisst, wen ihr anrufen müsst, wenn ihr Geister habt. Aber wen ruft ihr an, wenn ihr Monster habt?).
- In der amerikanischen Netflix-Mysteryserie Stranger Things von 2017 (Staffel 2, Episode 2: Süßes oder Saures, Freak) verkleiden sich zum Halloween-Fest 1984 vier Freunde als Ghostbusters. Mithilfe einer Ghostbusters-Falle kann einer der Jungen eine echsenartige übernatürliche Kreatur in einer Mülltonne einfangen und daheim in sein Schildkröten-Terrarium setzen. Außerdem erklingt während des Abspanns der Ghostbusters-Titelsong von Ray Parker, Jr.
- Vorbild für die Figur Dr. Egon Spengler war Oswald Spengler.[8]

## Kritiken
„Die erstaunliche Perfektion der Spezial-Effekte steht in umgekehrtem Verhältnis zur Intelligenz der Story und Dramaturgie. Eine sich verselbständigende Trickschau, deren beabsichtigte Komik nur schwach zu ahnen ist; immerhin unterhaltsam, wenn auch durch die deutsche Synchronisation zusätzlich belastet.“

„Dan Aykroyd, Harold Ramis (die Autoren des Films) und ein ständig improvisierender Bill Murray legen sich mit für damalige Verhältnisse toll getricksten Geistern an, bestechen aber vor allem durch trockene Einzeiler, die den Actionklamauk erst richtig amüsant machten. […] Fazit: Rasanter Monsterspaß aus der Tiefe der 80er.“

„Richtig ist sicher, daß die ‚Ghostbusters‘ als frivole Komödie nicht das Millionenpublikum gefunden hätten, das sie brauchten, um mit den Spielberg-Abenteuern und Lucas-Weltraumschlachten konkurrieren zu können. Regisseur Ivan Reitman jedenfalls scheint mehr und mehr auf den puren Vandalismus im letzten Zuschauer spekuliert zu haben, wenn er gegen Ende des Films alles kurz und klein brennt. Die deutsche Synchronisation besorgt den Rest. Sie treibt die Geister der deutschen Sprache aus.“

„Ivan Reitmans Komödie, übersprühend vor Witz und blendenden Dialogen, [ist] eine bitterböse Parodie auf unsere sensationslüsterne, unmoralische Zeit und auf einige Menschenexemplare, die sie bevölkern.“

## Auszeichnungen
Für die Oscarverleihung 1985 waren Richard Edlund, John Bruno, Mark Vargo und Chuck Gaspar in der Kategorie Visuelle Effekte nominiert sowie Ray Parker Jr. in der Kategorie Original Song. Der Film gewann einen Saturn Award 1985 als bester Fantasyfilm.

## Fortsetzungen
Ghostbusters II erschien 1989. Das Computerspiel Ghostbusters: The Video Game (2009) spielt im Jahre 1991 und ist laut Dan Aykroyd „im Wesentlichen der dritte Film“. Die Neuverfilmung Ghostbusters (2016) floppte an der Kinokasse. Mit Ghostbusters: Legacy (2021) und Ghostbusters: Frozen Empire (2024) wurde die ursprüngliche Zeitleiste fortgesetzt.
Die Zeichentrickserien The Real Ghostbusters (1986–1991) und Extreme Ghostbusters (1997) nehmen in einigen Episoden Bezug auf die ersten zwei Filme, spielen jedoch in ihrem eigenen Kanon. Sony Pictures Animation arbeitet an einem Animationsfilm und hat Pläne für eine Serie, Ghostbusters: Ecto Force.

## Medien

### Kino
Die Kinopremiere in Deutschland war am 25. Januar 1985.

### Blu-ray
- Ghostbusters. Sony Pictures Home Entertainment, 16. Juni 2009 (USA) / 18. Juni 2009 (Deutschland)
- Ghostbusters. Mastered in 4K Collection Sony Pictures Home Entertainment, 14. Mai 2013 (USA) / 5. September 2013 (Deutschland)
- Ghostbusters Sony Pictures Home Entertainment, 16. September 2014 (USA) / 16. Oktober 2014 (Deutschland)
- Ghostbusters 1 / 2 / Afterlife (Legacy) Ultimate Sony Pictures Home Entertainment, 4K Ultra-HD Collection - 8 Discs (3× 4K Ultra-HD, 3× Blu-ray, 2× Bonus-Disc), 10. Februar 2022 (BRD) / 6. Februar 2022 (USA)

### DVD
- Ghostbusters. Collector’s Series Sony Pictures Home Entertainment, 29. Juni 1999 (Regionalcode 1)
- Ghostbusters. Collector’s Edition Sony Pictures Home Entertainment, 29. Oktober 1999 (Regionalcode 2)
- Ghostbusters 1 & 2. Double Feature Gift Set Sony Pictures Home Entertainment, 2. August 2005 (Regionalcode 1)
- Ghostbusters I & II. Deluxe Edition Sony Pictures Home Entertainment, 11. Oktober 2005 (Regionalcode 2)
- Ghostbusters 1 & 2. DVD Limited Edition Gift Set Sony Pictures Home Entertainment, 6. Oktober 2009 (Regionalcode 1) Inklusive Stay Puft Marshmallow Mann Figur und Schleim

### UMD
- Ghostbusters. Sony Pictures Home Entertainment, 2. August 2005 (USA) / 1. September 2005 (Deutschland)

### USB
- Ghostbusters war der erste Film, der offiziell auf einem USB-Stick veröffentlicht wurde.[17]

### Laserdisc
- Ghostbusters [Nr.10488]  RCA/Columbia Pictures Home Video, 1987[18]

### VHS
- Die Videopremiere in Deutschland war am 16. Dezember 1985.

### CED
- Ghostbusters RCA/Columbia Pictures Home Video, Oktober 1985

### TV
Die Premiere im Free-TV war am 1. März 1990 um 21:00 Uhr auf Sat.1.

### Soundtrack
- Ghostbusters. Original Soundtrack Album. Arista Records
- Elmer Bernstein: Ghostbusters. Original Motion Picture Score. Varèse Sarabande, 16. März 2006
- Elmer Bernstein: Ghostbusters. Original Motion Picture Score. Sony Classical (Sony Music), 7. Juni 2019